# فرینج
فرینج (به انگلیسی: Fringe) (بمعنای ما بعد الطبیعه) یک مجموعه تلویزیونی علمی-تخیلی آمریکایی است که توسط جی. جی. آبرامز، الکس کورتزمن و روبرتو ارسی ساخته شده‌است. پخش این سریال درسال ۲۰۱۳ به پایان رسید.
سازندگان این اثر جی. جی. آبرامز (سازنده سریال‌هایی چون لاست و آلیاس و کارگردان فیلم‌هایی چون مأموریت غیرممکن ۳ و پیشتازان فضا)، الکس کورتزمن و روبرتو ارسی (نویسندگان فیلم‌هایی چون مأموریت غیرممکن ۳ و پیشتازان فضا) هستند و سریال در مورد ماجراهای اداره پلیس اف.بی. آی در شعبه شهر بوستون در ماساچوست است.
این سریال تاکنون توسط منتقدان و تماشاگران با واکنش‌های خوبی روبرو شده‌است.
مایکل جیاچینو آهنگ‌ساز این سریال است. او که خود برندهٔ جایزه اسکار است، در گذشته سابقه همکاری با جی. جی. آبرامز در سریال لاست را داشته‌است. از گروه‌هایی که در تولید موسیقی متن سریال فرینج شرکت داشته‌اند می‌توان گروه لیدی‌تران را نام برد.
به اعتقاد برخی، این سریال یادآور سبک داستان‌های سریال ایکس-فایلز است.
دو قسمت اول این سریال پرخرج‌ترین قسمت‌های تاریخ سریال‌سازی جهان می‌باشند و برای ساخت آن‌ها رقمی معادل ۲۰ میلیون دلار هزینه شده‌است.
فرینج بیش از ۴۰ بار نامزد دریافت جایزه در زمینه‌ها و جشنواره‌های مختلف شده‌است و برخی از آن‌ها را از آن خود کرده‌است. فصل اول فرینج به‌طور میانگین ۱۰٫۰۲ میلیون نفر در آمریکا بیننده داشت.
این سریال در بیش از ۶۰ کشور جهان و ۸۰ شبکه تلویزیونی پخش می‌شد.

## خلاصهٔ داستان
اولیویا دانم (به بازیگری آنا تورو) یک افسر پلیس فدرال آمریکا در بوستون است. شعبه اف‌بی‌آی این شهر بخشی نیمه‌سری دارد بنام ادارهٔ فرینج (Fringe Division)، که در آن مأمورانی موظفند معماهای جنایی غیرمتعارفی مربوط به دگرپیکری و مسائل خودآگاهی و دورآگاهی و دیگر مسائل غیرعادی را حل کنند.
دانم به کمک یک نابغه علمی بازنشسته از دانشگاه هاروارد بنام پروفسور والتر بیشاپ (به بازیگری جان نوبل) که از اختلالات روانی رنج می‌برد (و لذا چندین سال در حبس بوده‌است)، و نیز پسرش پیتر بیشاپ (به بازیگری جاشوا جکسون) که در جنگ عراق یک پیمان‌کار خصوصی بوده‌است، کمک می‌گیرد و سعی در حل جنایت‌هایی دارد که دارای ویژگی‌های فراطبیعی بوده و از نظر علمی به «علوم حاشیه» معروف هستند.
اما یک ویژگی مرموزی تمام (و در واقع هر یک از ماجراهای داستان) در هر ماجرا را به هم مربوط می‌کند. دانم این ویژگی را pattern (طرح) نامیده، و به دنبال کشف این راز عجیب است. ویلیام بل (بازیگری لئونارد نیموی از پیشتازان فضا) در انتهای فصل اول و دوم سریال در این ماجرا نقش آفرینی می‌کند. او رئیس و پایه‌گذار شرکت مَسیو داینامیکز (Massive Dynamics) است که در پشت بسیاری از اتفاقات فراطبیعی قرار دارد.
رفته رفته الیویا متوجه می‌شود که منشأ بسیاری از اتفاقاتی که رخ می‌دهد، وجود ارتباط‌هایی با جهان‌های موازی (نظریهٔ هیو اورت) می‌باشد، و نه تنها سال‌هاست که والتر و ویلیام بدنبال گشودن یک دروازه به یکی از این جهان‌ها بوده‌اند، بلکه والتر سال‌ها پیش که در سوگ مردن پسرش پیتر بوده، به جهان موازی سفر کرده بوده و پسرش (که در آن جهان زنده بوده) را ربوده و به این جهان می‌آورد؛ و این عمل او سرآغاز یک دشمنی بین دو جهان برای کنترل جهان دیگری بوده‌است.

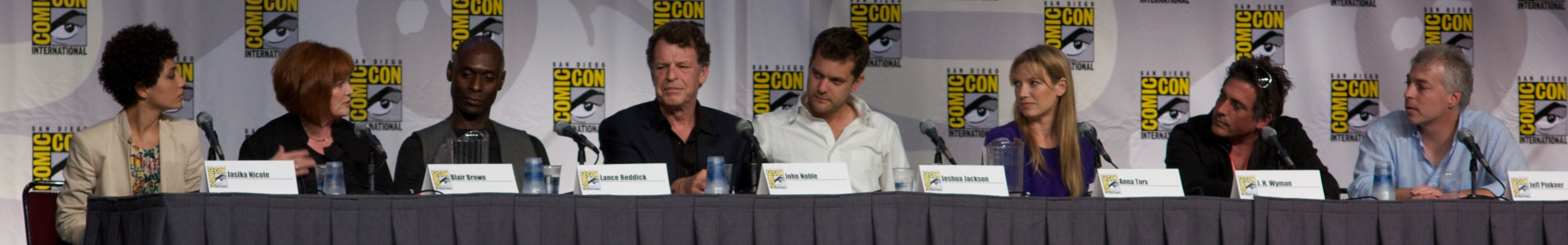

## فهرست بازیگران

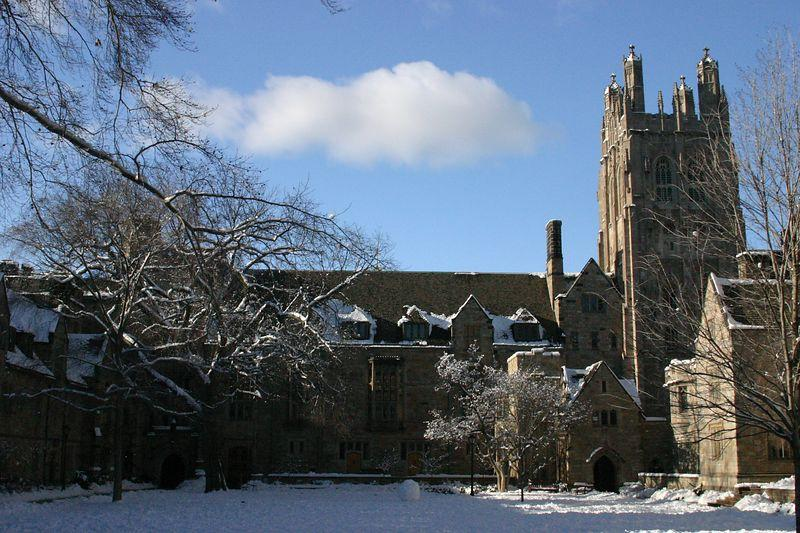
قسمت‌هایی از سریال (مربوط به آزمایشگاه والتر بیشاپ) در این ساختمان در دانشگاه ییل (به نقش دانشگاه هاروارد) فیلمبرداری گردید.

- آنا تورو (به نقش الیویا دانم، مأمور اف‌بی‌آی و نیز الیویا دانم در جهان موازی)
- جان نوبل (به نقش والتر بیشاپ، استاد بازنشسته دانشگاه هاروارد و والتر بیشاپ در جهان موازی)
- جاشوا جکسون (به نقش پیتر بیشاپ، پسر والتر بیشاب)
- جسیکا نیکول (به نقش استرید فارنز وورث، دستیار والتر بیشاپ و استرید فارنسوورث در جهان موازی)
- لنس ردیک (به نقش مأمور فیلیپ برویلز، رئیس بخش فرینج و نقش فیلیپ برویلز در جهان موازی)
- بلیر براون (به نقش نینا شارپ، مدیر مَسیو داینامیک و نینا شارپ در جهان موازی)
- مایکل سروریس (به نقش سپتامبر، تماشاگر)
- لئونارد نیموی (به نقش ویلیام بل، بنیانگذار مَسیو داینامیک)
- مارک ولی (به نقش جان اسکات، مأمور اف‌بی‌آی)
- جرآرد هریس (به نقش دیوید رابرت جونز، رهبر گروه ZFT)
- کرک اسودو (به نقش چارلی فرانسیس، مأمور اف‌بی‌آی و چارلی فرانسیس در جهان موازی)
- ست گیبل (به نقش لینکولن لی، مأمور اف‌بی‌آی و لینکولن لی در جهان موازی)
- کوین کوریگان (به نقش ساموئل ویس)
- جرجینا هیج (به نقش هنریتا بیشاپ، دختر پیتر بیشاپ)
- مایکل کپسا (به نقش کاپیتان ویندمارک)
- کلارک میدلتون (به نقش ادوارد مارخام، کتاب فروش)
- اورلا بریدی (به نقش الیزابت بی‌شاپ، مادر پیتر بیشاپ و الیزابت بی‌شاپ جهان موازی)
- اری گرینور (به نقش راشل دانم، خواهر اولیویا دانم)
- شان اسمیف (به نقش آنیل)

## میزان بینندهٔ سریال طبق رتبهٔ نیلسن
جدول زیر میزان بینندهٔ سریال در چهار فصل پخش شده را نشان می‌دهد.
ساعات پخش درج شده، برای قسمت شرقی آمریکا و بخش‌هایی از کشور کانادا می‌باشد.
| فصل       | زمان پخش                                             | تعداد قسمت | قسمت آغازین      | قسمت آغازین                          | قسمت پایانی     | قسمت پایانی                             | رتبه | میانگین تعداد بیننده (به میلیون) |
| فصل       | زمان پخش                                             | تعداد قسمت | تاریخ            | تعداد بیننده‌های قسمت اول (به میلیون) | تاریخ           | تعداد بیننده‌های قسمت پایانی (به میلیون) | رتبه | میانگین تعداد بیننده (به میلیون) |
| --------- | ---------------------------------------------------- | ---------- | ---------------- | ------------------------------------ | --------------- | --------------------------------------- | ---- | -------------------------------- |
| فصل اول   | سه شنبه‌ها ساعت ۲۱:۰۰                                 | ۲۰         | ۹ سپتامبر ۲۰۰۸   | 9.13                                 | ۱۲ می ۲۰۰۹      | 9.28                                    | #۴۱  | 10.02                            |
| فصل دوم   | پنجشنبه‌ها ساعت ۲۱:۰۰ دوشنبه ساعت 21:00 (فقط یک قسمت) | ۲۳         | ۱۷ سپتامبر ۲۰۰۹  | 7.98                                 | ۲۰ می ۲۰۱۰      | 5.68                                    | #۷۹  | 6.25                             |
| فصل سوم   | پنجشنبه‌ها ساعت ۲۱:۰۰ (۲۰۱۰) جمعه‌ها ساعت ۲۱:۰۰ (۲۰۱۱) | ۲۲         | ۲۳ سپتامبر ۲۰۱۰  | 5.83                                 | ۶ می ۲۰۱۱       | 3.29                                    | #۹۹  | 5.83                             |
| فصل چهارم | جمعه‌ها ساعت ۲۱:۰۰                                    | ۲۲         | ۲۳ سپتامبر، ۲۰۱۱ | 3.48                                 | ۱۱ می، ۲۰۱۲     | 3.11                                    | #140 | 4.22                             |
| فصل پنجم  | جمعه‌ها ساعت ۲۱:۰۰                                    | ۱۳         | ۲۸ سپتامبر، ۲۰۱۲ | 3.12                                 | ۱۸ ژانویه، ۲۰۱۳ | 3.28                                    | #111 | 4.27                             |